# Алахвердиев, Велихан Арсенович
Велихан Арсенович Алахвердиев (12 февраля 1977; Махачкала, Дагестанская ССР, РСФСР, СССР) — российский борец вольного стиля, серебряный и бронзовый призёр чемпионатов Европы, бронзовый призёр Кубка мира, серебряный призёр Игр доброй воли. Мастер спорта России международного класса по вольной борьбе.

## Биография
Родился в семье двукратного чемпиона Европы, серебряного призера чемпионата мира и Олимпийских игр Арсена Алахвердиева. 
Борьбой начал заниматься с 1986 года. Выступал за СДЮШОР «Динамо» Махачкала и ЦСКА Москва. Тренировался под руководством отца Арсена Алахвердиева.
В 1995 году стал чемпионом Европы среди юниоров. В следующем году выиграл чемпионат России и стал бронзовым призёром чемпионата мира среди студентов. Через год стал чемпионом мира среди военнослужащих и во второй раз выиграл чемпионский титул на первенстве Европы среди юниоров. В 1998 году стал серебряным призёром Игр доброй воли и бронзовым призёром чемпионата Европы среди взрослых. В том же году дебютировал на чемпионате мира среди взрослых, где занял седьмое место. В следующем году на европейском первенстве поднялся ступенькой выше. В 2000 году в финале чемпионата России вел в счёте, но получил травму плеча и снялся с соревнований, заняв второе место. Травма оказалась настолько серьезной, что Велихан Алахвердиев вынужден был завершить спортивную карьеру в возрасте 23 лет.

## Личная жизнь
В 1994 году окончил махачкалинскую школу № 1. В 2000 году окончил Московский институт экономики, менеджмента и права.

## Спортивные результаты на международных соревнованиях

### Чемпионаты мира
| Соревнования                  | Сборная | Весовая категория | Место |
| ----------------------------- | ------- | ----------------- | ----- |
| Чемпионат мира по борьбе 1998 | Россия  | до 69 кг          | 7     |

### Чемпионаты Европы
| Соревнования                    | Сборная | Весовая категория | Место   |
| ------------------------------- | ------- | ----------------- | ------- |
| Чемпионат Европы по борьбе 1998 | Россия  | до 69 кг          | Бронза  |
| Чемпионат Европы по борьбе 1999 | Россия  | до 69 кг          | Серебро |

### Кубки мира
| Соревнования                      | Сборная | Весовая категория | Место  |
| --------------------------------- | ------- | ----------------- | ------ |
| Кубок мира по вольной борьбе 1997 | Россия  | до 63 кг          | Бронза |

### Иные соревнования
| Соревнования                                       | Сборная | Весовая категория | Место   |
| -------------------------------------------------- | ------- | ----------------- | ------- |
| Чемпионат мира по борьбе среди студентов 1996      | Россия  | до 62 кг          | Бронза  |
| Чемпионат мира по борьбе среди военнослужащих 1997 | Россия  | до 69 кг          | Золото  |
| Тестовый турнир FILA 1998                          | Россия  | до 69 кг          | Бронза  |
| Игры доброй воли 1998                              | Россия  | до 69 кг          | Серебро |

### Молодёжные турниры
| Соревнования                                  | Сборная | Весовая категория | Место  |
| --------------------------------------------- | ------- | ----------------- | ------ |
| Чемпионат Европы по борьбе среди юниоров 1995 | Россия  | до 63 кг          | Золото |
| Чемпионат Европы по борьбе среди юниоров 1997 | Россия  | до 65 кг          | Золото |